# Lyces ariaca
Lyces ariaca là một loài bướm đêm thuộc họ Notodontidae. Loài này có ở miền nam México to Honduras.